# Ieixivà Kol Torà
La Ieixivà Kol Torà és una ieixivà ultraortodoxa ubicada al barri de Bayit Vegan, a la ciutat de Jerusalem, Israel. Aquesta ieixivà va ser fundada en 1939.
La Ieixivà Kol Torà va ser fundada en 1939 pel Rabí Yechiel Michel Schlesinger (1898-1948), nascut a Hamburg, Alemanya, i el Rabí Boruch Kunstadt, un Rabí de Fulda, Alemanya. Kol Torà era una ieixivà ultraortodoxa que feia servir l'hebreu modern en l'ensenyament, enlloc del idioma jiddisch, tal com era habitual en aquella època. Aquesta innovació va tenir el suport del Chazon Ish, el Rabí Abraham Yeshaya Karelitz. Després de la mort del Rabí Schlesinger en 1949, la Ieixivà Kol Torà va ser dirigida pel Rabí Shlomo Zalman Auerbach, fins a la seva mort en 1995.
Actualment el Rabí Moixè Yehuda Schlesinger, el fill gran del fundador, està servint com a cap de la ieixivà. Kol Torà es divideix en dues parts, el col·legi rabínic, i l'escola secundària. El nombre d'alumnes matriculats a les dues institucions ascendeix a uns 1.000 estudiants.